# Dexter (Musiker)
Dexter (* 1983 in Ulm; eigentlich Felix Göppel) ist ein deutscher Hip-Hop-Produzent und Rapper.

## Leben
Während der Schulzeit in den späten 1990er Jahren begann er, mit Freunden eigene Tapes zu produzieren, um Musik für selbst geschriebene Rap-Texte zu haben. Aus jener Zeit stammt auch sein Künstlername Dexter, der lateinische Begriff für rechts. Auch wenn Dexter angibt, sich an den genauen Ursprung des Namens nicht zu erinnern, mutmaßt er, dass er auf sein Handicap zurückgeht, nur mit der rechten Hand scratchen zu können. Als Teil der Heilbronner Wortsport-Crew hat er zahlreiche Instrumentals für befreundete Rapper produziert. Für seine Produktionen greift er hauptsächlich auf Samples aus dem Bereich des Jazz zurück. Seit 2008 veröffentlicht er eigene Alben auf dem aus Wortsport hervorgegangenen Label WSP Entertainment, wodurch die Rapper Casper und Cro auf ihn aufmerksam wurden, für die er 2011 und 2012 Musik produzierte. 2012 schloss er sich mit Suff Daddy und Brenk Sinatra, die wie er schon Alben innerhalb der Reihe Hi-Hat Club veröffentlicht hatten, zum Produzententrio Betty Ford Boys zusammen, das 2013 ein gemeinsames Album veröffentlicht hat. Er arbeitete bis 2020 hauptberuflich als Kinderarzt in Stuttgart.
Durch die Produktion von Blut sehen (Die Vergessenen Pt. 2) auf Caspers Album XOXO erlangte er die Goldene Schallplatte, sowie durch die Produktion von Ein Teil auf Raop von Cro eine Platin-Auszeichnung.

## Diskografie
Alben
- 2008: Schelle (mit Jaques Shure)
- 2010: Raw Shit (mit Maniac)
- 2010: Hi-Hat Club Vol.3 The Jazz Files
- 2012: Weihnachten im Elfenbeinturm (Kollabo-EP mit Morlockk Dilemma)
- 2013: Leaders of the Brew School (mit Betty Ford Boys)
- 2013: The Trip
- 2014: Palmen und Freunde
- 2014: Retox (mit Betty Ford Boys)
- 2015: Palmen & Beats (Instrumental-LP)
- 2015: Yo, Picasso (mit Fatoni)
- 2016: Raw Random Files
- 2017: Haare nice, Socken fly
- 2017: Haare Nice, Remix Fly
- 2020: Yung Boomer
- 2020: Diggin’ Sonoton: Contemporary Beats & Movements Volume 1 (mit DJ Friction)
- 2021: Pandemie & Freunde (EP)
- 2021: Sugar / Water (EP mit Yosa Peit)
- 2023: Baby Steps (Beats 2010–2013)
- 2024: Motherland (mit Gaisma)

Mixtapes
- 2012: Things I Did Last Year
- 2013: Psychedelic Breaks & Nuggets

Sonstige
- 2010: Schellen (Dexter-Remix) auf Der Eiserne Besen von Morlockk Dilemma
- 2010: Nichts (Dexter-Remix) auf Das Gleiche wie immer, bitte von Audio88 & Yassin feat. Hiob
- 2010: H.A.F.T (Dexter-Remix) auf The Notorious H.A.F.T. von Haftbefehl
- 2011: Blut sehen (Die Vergessenen Pt. 2) auf XOXO von Casper
- 2011: Fuckmachine auf Die Erde ist eine Scheide von Audio88 feat. Retrogott und Yassin[4]
- 2011: Fatoni – Lauf der Dinge (produziert von Dexter) von Fatoni[5]
- 2012: Mutterficker von Track (produziert von Dexter) von Fatoni feat. Audio88 & Yassin
- 2012: Letzte Nacht von Hiob feat. Yassin (Dexter-Remix)[6] (7")
- 2012: Ein Teil auf Raop von Cro
- 2012: Die Bestesten – Ein Job für die Bestesten (produziert von Dexter) (7")
- 2013: Audio88 & Yassin – Quadratur des Dreiecks (Dexter Remix) (7")
- 2014: Zeigerlauf (Dexter-Remix) von Sylabil Spill auf Zeigerlauf Remix EP
- 2014: Unmessbar (Dexter-Remix) von Sylabil Spill auf Zeigerlauf Remix EP
- 2014: Sonne RA – Herz aus Stein (produziert von Dexter)
- 2014: 3Plusss – Kopf auf Mehr (produziert von Dexter)
- 2014: Chefket – Keine Angst (Dexter Remix)[7]
- 2014: Weit entfernt (produziert von Dexter) von Döll[8]
- 2015: Lächel nochmal für mich (Dexter-Remix) von Hiob & Dilemma[9]
- 2015: „Hochstapler“ auf Clap Your Fingers von Roger & Schu
- 2015: „Kein Tag“ auf Juice CD No 132 feat. Fatoni
- 2016: „Hallelujah“ auf Hallelujah von Audio88 & Yassin
- 2017: „Das ist alles Kunst“ auf Im Modus von Fatoni feat. Dexter (produziert von Dexter)
- 2020: „Nur noch was ich mag“ feat. LGoony (produziert von Dexter)